# Adrian Griffin
Adrian Darnell Griffin (ur. 4 lipca 1974 w Wichita) – amerykański koszykarz, występujący na pozycjach rzucającego obrońcy oraz niskiego skrzydłowego, trener koszykarski.
25 czerwca 2018 objął stanowisko asystenta trenera w Toronto Raptors. 5 czerwca 2023 został trenerem Milwaukee Bucks.

## Osiągnięcia
Na podstawie, o ile nie zaznaczono inaczej.
NCAA
- Uczestnik:
  - rozgrywek II rundy turnieju NCAA (1993)
  - turnieju NCAA (1993, 1994)
- Laureat nagrody – Haggerty Award (1996)[6]
- Zaliczony do:
  - II składu:
    - AAC (1996)
    - All-Big East

  - III składu AAC (1995)

NBA
- Wicemistrz NBA (2006)[7]
- Uczestnik Rookie Challenge (2000)
- Debiutant miesiąca (listopad 1999)

Inne
- Mistrz:
  - CBA (1999)[8]
  - USBL (1998, 1999)
- MVP:
  - CBA (1999)
  - USBL (1999)
  - finałów:
    - USBL (1998, 1999)
    - CBA (1999)
- Zaliczony do I składu:
  - USBL (1998, 1999)
  - defensywnego USBL (1999)

Reprezentacja
- Mistrz Ameryki (1997)[9]

Trenerskie
- Mistrzostwo NBA (2019 – jako asystent)